# ジエチルアミノヒドロキシベンゾイル安息香酸ヘキシル
ジエチルアミノヒドロキシベンゾイル安息香酸ヘキシル（Diethylamino hydroxybenzoyl hexyl benzoate、DHHB）は、紫外線を吸収するためのサンスクリーン剤として使われる有機化合物である。BASFからUvinul A Plusとして販売されている。DHHBは354 nmの吸収極大を持つ。
光に対して安定で、他のUV吸収剤や化粧品成分との相溶性を持つ。2005年にサンスクリーン剤として最大10%での使用がEUによって承認された。他に南アメリカ、メキシコ、日本、台湾でも承認されている。